# Лесные кобры
Лесные, или древесные кобры (лат. Pseudohaje), — род ядовитых змей из семейства аспидов (Elapidae), ведущих преимущественно древесный образ жизни в лесах Экваториальной Африки.
Они имеют пропорционально большие глаза, чем представители рода настоящих кобр (Naja), а также меньшие по размеру клыки и кости.

## Классификация
В состав рода включают 2 вида.
- Pseudohaje goldii (Boulenger, 1895) — Восточная древесная кобра
- Pseudohaje nigra Günther, 1858 — Чёрная древесная кобра, или западная древесная кобра